# Livré-la-Touche
Livré-la-Touche – miejscowość i gmina we Francji, w regionie Kraj Loary, w departamencie Mayenne.
Według danych na rok 2017 gminę zamieszkiwało 745 osób, a gęstość zaludnienia wynosiła 25 osób/km².